# Гринёв, Геннадий Модестович
Грине́в, Генна́дий Моде́стович 14 (26) августа 1897, Варшава, Варшавская губерния, Царство Польское, Российская империя — 20 октября (2 ноября) 1982, Мюнхен, ФРГ) — Русский офицер в звании Есаула, белоэмигрант. Казачий военный деятель, публицист, командир казачьего батальона в составе 1-го Добровольческого полка СС «Варяг» в годы Второй Мировой Войны.

## Биография
Родился в Варшаве 14 августа 1897 года в семье казака Новочеркасской станицы Модеста Петровича Гринева, офицера Интендантского управления Варшавского военного округа.
Был зачислен на обучение в Суворовский Варшавский кадетский корпус, который окончил в 1914 году в Москве. Учился экстерном в Николаевском кавалерийском училище и выпущен корнетом в 7-й гусарский Белорусский императора Александра I полк, на фронт. Участник Первой Мировой войны. К 1918 году в чине штаб-ротмистра, с наградами святой анны Анны с мечами и Святого Станислава.

### Во время гражданской войны в России
В марте 1918-го вышел вместе с полком во Владимир-Волынский, в апреле отказался идти на службу в армию Украинской народной республики, в 7-й конно-казацкий Владимир-Волынский полк. К маю 1918 года добрался в Новочеркасск, с мая подал рапорт о зачислении на службу в Донскую армию. С июня прикомандирован к Лейб-гвардии Казачьему полку Донской армии (1-й Донской казачий полк), в должности старшего офицера 1-й сотни, с октября 1918-го в должности полкового адъютанта, с декабря в чине подъесаула Донской армии. С января 1920-го в чине есаула, в Лейб-гвардии Казачьем полку.
Дважды ранен. Эвакуировался в Крым в составе полка, затем эмигрировал в Турцию. Лемносовец, командир сводной полусотни лейб-казаков на Лемносе.

### В эмиграции
К 1923 году эмигрировал во Францию вместе с женой Ольгой Васильевной, состоял в Объединении Лейб-гвардии Казачьего полка, участвовал в создании полкового музея. В 1936 году в Париже издаётся литературный сборник «Лейб-казаки», среди авторов которого есть и Геннадий Модестович. В конце 30-х Гринёвы переезжают в Берлин. В марте 1942-го года поступает на службу в добровольческий батальон капитана Михаила Семёнова в Белграде. Батальон выполнял роль вспомогательной полиции, состоял из русских и казачьих эмигрантов. До осени 1943-го Гринёв состоял в батальоне в должности помощника командира полка, затем выехал на территорию Германии и был назначен в должность заместителя командира добровольческого полка «Варяг» в звании гауптштурмфюррера, принимал командование казачьим батальоном в этом же формировании. После войны около половины личного состава полка «Варяг» выданы югославским и советским властям, но Гринёв в число выданных не попал и был интернирован в Шталаг 18А для военнопленных вблизи австрийского города Вольфсберг.
В лагере находился до 1948 года. После чего жил в западной Германии. Затем эмигрировал в США и проживал с супругой в Нью-Йорке, Состоял в Объединении бывших кадет Суворовского кадетского корпуса, В 1950-е годы редактировал журнал «Суворовцы», который издавался с 1952 года в Нью-Йорке, а с 1963 год и по 1974 год в Париже. В 1961 году Гриневы переезжают в Париж, где стал редактором «Информационного бюллетеня Объединения лейб-казаков».В 1963 году Гринёв читает доклад о Битве народов под Лейпцигом в 1813 году, в здании музея Лейб-гвардии Казачьего полка в Курбевуа. В 1969-м издана Памятка Николаевского кавалерийского училища, для которой Гринев пишет третью главу, о казачьей сотне училища.
Ещё с конца 20-х Гринёв состоял в Гвардейском объединении Русского обще-воинского союза (РОВС), был политическим сторонником возрождения в России монархии и поддерживал Великого князя Владимира Кирилловича.  1963 году Гринёв назначается официальным представителем Гвардейского объединения в Австрии и Баварии. Состоял в Общекадетском объединении, с 1967 года в составе редколлегии и авторов журнала этого объединения «Военная быль». Проживал в Вене.
В 1970 году Геннадий Модестович становится вдовцом и вскоре переезжает в Мюнхен, где и умирает в возрасте 85 лет в местном старческом доме.
Местонахождение могилы и её состояние неизвестны.